# Александрина Караджова
Александрина Караджова е съвременен български художник.

## Биография и творчество
Александрина Караджова – Acrista е съвременен български художник. Тя е добре позната на почитателите на изкуството със своите изящни и женствени картини, в които въплътява поетичната си визия за света. Женските образи и фигури на платната, родени от живото въображение на Александрина, са емоционално наситени и създадени да разказват красиви фини и страстни истории.
След десетилетие, посветено на работата със сухия пастел, през последните няколко години творчеството на Александрина е изцяло насочено към изпълнение на арт проекти и поръчки за частни домове и офисни пространства с маслени бои.
Творбите на художничката са представяни в над петнадесет изложби в страната и чужбина. Нейни картини са притежание на ценители от страната, както и на колекционери от цял свят.

## Изложби
- 2016 – самостоятелна изложба „Изящна и огнена“ в галерия The Art Foundation, София 2013 – самостоятелна изложба и гала вечер „10 години магия“ по повод 10 години от създаване на виртуалната галерия acrista.com и марката Acrista 2012 – официално представяне на стихосбирката „Южна кръв“ с три картини на Александрина Караджова на корицата, специално рисувани за книгата 2012 – благотворителна изложба в галерия Vox, Бургас 2012 – обща изложба „Енигма“ в галерия „Арт Виза България“, София 2012 – обща изложба „Символи на щастието“ в галерия „Арт Виза България“, София 2011 – благотворителна изложба в рамките на Конференцията „Жените и филантропията“, организирана от Български фонд за жените и Български Дарителски форум, хотел Шератон, София 2011 – обща изложба „Страст и сънища“ в галерия „Арт Виза България“, София 2011 – обща изложба „Потокът на времето“ в галерия „Арт Виза България“, София 2011 – обща изложба „Състояния“ в галерия „Арт Виза България“, София 2011 – обща изложба на съвременни български автори в галерия „Арт Виза България“ 2011 – обща изложба „Цвете за Цветница“ в галерия Vox, Бургас 2010 – самостоятелна благотворителна изложба „Създадена за обич“ в галерия Vox, Бургас 2010 – самостоятелна изложба „Синьо и оранж“ в Парк Хотел Москва, София 2010 – самостоятелна изложба в галерия Gora, Монреал, Канада 2009 – изложба „Приказки от безкрая“ в галерия „ЛИК“, София 2009 – самостоятелна изложба „Воалите на времето“ в галерия „Арета“, Варна 2008 – самостоятелна изложба „Пробуждане“ в City Center Sofia 2006 – дарителски арт проект за издаване на стихосбирката „Да си жена“: официалното ѝ представяне и изложбата на картините, включени в нея, откриват Кампания за борба с рака на гърдата – 2006 г.; част от тиража е дарен на Националната асоциация на жените с онкологични заболявания в България 2004 – изложба „Силата на самородния талант“ в галерия „Арета“, Варна